# Лесные духи в польской мифологии
Лесные духи в польской мифологии встречаются под множеством названий: от слова бор — пол. borowiec:160, borowik, borowy:160, boruta (сосна по-древнепольски); от слова лес — leśnik:160, lasowy:160, leśny, leśny duch, leśny dziad:160; от слова гай — gajowy:160, gajowik; от различных названий ивы (верба, лоза, ракита), в которой они якобы жили — wierzbicki, łożiński, rokicki, rokitą; а также laskowiec (то есть щекотун).
Согласно разным источникам, они могли быть невидимыми; являться в виде лесного животного — совы:159, оленя или оленихи, медведя, рыси, кабана:167, или домашнего животного — барана, кота, коня:159, чёрного пса; представать в виде человека (З. Глогер считал, что последнее привнесено литераторами) — карлика с бородой до земли, крестьянина, шляхтича, немца, горожанина:159, лесничего с палкой или ружьём:160, всадника со сворой псов:162, при этом в человеческом облике иногда отмечаются такие черты как очень маленький или, наоборот, гигантский рост, мертвенно бледное лицо, странные глаза:161; или это могло быть чудовище с рогами и хвостом:159. Они пугали людей ночью в лесах и на плотинах, заставляли их блуждать:161, 167, высыпали из корзин набранные грибы и ягоды, похищали девушек, чтобы взять себе в жёны. Но могли и помочь выйти из леса, одарить понравившегося им человека деньгами, отогнать бандитов от невинного, помочь скрыться дезертиру из царского войска:161, защитить от хищных животных:162. Им приписывали лихой свист и зычный крик с вершин елей:161, а также плач и стоны при рубке хвойных деревьев. Считалось, что встретивший в лесу боровца становится грустным.
Проводя сравнительный анализ славянской лесной демонологии, ряд исследователей, например, К. Мошинский рассматривали польские народные верования как отголоски общеславянских представлений о лесном духе, образ которого они пытались воссоздать. Лучше всего из славянских лесных духов описан восточнославянский леший (его также в некоторых регионах называют боровым и боровиком), с которым польские духи имеют некоторое сходство. Впрочем, в отличие от лешего, у западных славян функции покровителя лесных зверей и охотников полностью перешли от лесных духов к святому Хуберту, а защитника людей от волков — к святому Николаю:161-162 и уже в XIX веке образ польских лесных духов был в значительной степени искажён и стёрт. Они дали одно из своих имён популяризованному в первой половине XIX века персонажу польских легенд Боруте — демону, охраняющему сокровища Ленчицкого замка:158-159.
Тем не менее, ещё в XX веке определённые элементы верований в лесных духов сохранялись в сельских районах Польши, правда, под обезличенными названиями (zly, leśne, lasowe) duchy, diably, (leśne) strachy, также рассказывали о встречах в лесу с дикими людьми:165, великанами:164, волколаками:168, блудом:107 и др. Внешний вид их описывают по-разному: человек (мужчина, женщина, младенец — голые или в разнообразных одеждах):164, животное (чёрная птица, сова, волк, собака, конь, кот, кабан, заяц), смешанные человеческо-животные образы (поросшие шерстью люди, иногда с рожками или конскими ногами), блуждающие огни, бестелесные, невидимые:160, 169 и способные менять свой вид существа (то человек, то животное):160. Согласно народным поверьям, они происходили от «неправильных» покойников (убитых, покончивших с собой или погибших другой трагичной смертью, некрещённых младенцев), проклятых, грешников, лукавых, скупых, продавших душу дьяволу, не ходивших в церковь, отшельников, или имели демоническое происхождение. К людям они в большинстве случаев относились отрицательно: пугали свистом и стуком, сбивали с дороги и водили по лесу, запирали в своих норах, заводили в воду или болото, душили, атаковали физически в виде дикого зверя:167, лишали разума, насылали несчастья, вредили лошадям.
Помимо мужских персонажей, у поляков с лесом были связаны лесные русалки и русалкоподобные существа: богинки, мамуны, лесные, красные и зелёные пани или бабы, боровые тётки заманивавшие неосторожных путников в глубь леса, чтобы защекотать их до смерти или просто бросить в труднопроходимых местах — в непролазных лесных трущобах, на скалах, в болоте, иногда это также заканчивалось смертью — падением в пропасть, утоплением в трясине:162-163. Также у поляков встречались истории о нападении в лесу бабы яги, образ которой хотя и практически слился с образом ведьмы, но, тем не менее, сохранил некоторую самостоятельность — это уродливая кровожадная женщина, часто даже людоедка, особенно агрессивная к молодым парням и девушкам.:165-167